# Jiří Meklenbursko-Střelický
Jiří Meklenbursko-Střelický (Jiří Fridrich Karel Josef; 12. srpna 1779, Hannover – 6. září 1860, Neustrelitz) byl od roku 1816 meklenbursko-střelickým velkovévodou.

## Dětství
Vévoda Jiří Fridrich Karel Josef Meklenbursko-Střelický se narodil v Hannoveru jako osmé dítě Karla II. Meklenbursko-Střelického a jeho první manželky Frederiky Hesensko-Darmstadtské. Po smrti matky v roce 1782 se otec o dva roky později v roce 1784 oženil s její sestrou Šarlotou a rodina se odstěhovala z Hannoveru do Darmstadtu. Jiří v Darmstadtu zůstal až do roku 1794, kdy se jeho otec stal meklenbursko-střelickým vévodou a Jiří jej doprovázel do Neustrelitz.

## Následník trůnu
Brzy po příjezdu do Neustrelitz se Jiří zapsal na univerzitu v Rostocku, kde studoval do roku 1799. Po opuštění univerzity odešel do Berlína, kde žil u pruského dvora. Jeho sestra Luisa byla manželkou pruského krále Fridricha Viléma III. V roce 1802 odjel do Itálie, kde zůstal do roku 1804, poté se vrátil do Německa a usadil se v Darmstadtu.
Po bitvě u Jeny v roce 1806 odjel do Paříže, kde jednal o vstupu Meklenburska-Střelicka do Rýnského spolku. V roce 1814 se také zúčastnil Vídeňského kongresu, kde bylo Meklenbursko-Střelicko povýšeno na velkovévodství.

## Velkovévoda
Když Jiřího otec 6. listopadu 1816 zemřel a Jiří se stal velkovévodou, našel velkovévodství ve špatném stavu. Začal zvyšovat úroveň vzdělání svých obyvatel budováním škol. Na konci jeho vlády uměla většina jeho poddaných číst a psát. Také vylepšil zemědělství a zrušil ve svém velkovévodství nevolnictví.
Velkovévoda Jiří zemřel 6. září 1860 ve věku 81 let v Neustrelitz a jeho nástupcem se stal jeho nejstarší syn Fridrich Vilém.

## Manželství a potomci
12. srpna 1817 se osmatřicetiletý Jiří v Kasselu oženil s o sedmnáct let mladší Marií Hesensko-Kasselskou, dcerou Fridricha Hesensko-Kasselského. Měli spolu čtyři děti:
- 1. Luisa Meklenbursko-Střelická (31. 5. 1818 Neustrelitz – 1. 2. 1842 Řím), svobodná a bezdětná
- 2. Fridrich Vilém Meklenbursko-Střelický (17. 10. 1819 Neustrelitz – 30. 5. 1904 tamtéž), velkovévoda meklenbursko-střelický od roku 1860 až do své smrti
  - ⚭ 1843 princezna Augusta z Cambridge (19. 7. 1822 Hannover – 5. 12. 1916 Neustrelitz)
- 3. Karolina Mariana Meklenbursko-Střelická (10. 1. 1821 Neustrelitz – 1. 6. 1876 tamtéž)
  - ⚭ 1841 Frederik (6. 10. 1808 Kodaň – 15. 11. 1863 Glücksburg), budoucí dánský král od roku 1848 až do své smrti, manželé se rozvedli ještě v roce 1846
- 4. Jiří August Meklenbursko-Střelický (11. 1. 1824 Neustrelitz – 20. 6. 1876 Petrohrad), titulární meklenbursko-střelický vévoda
  - ⚭ 1851 velkokněžna Kateřina Michajlovna Ruská (28. 8. 1827 Petrohrad – 12. 5. 1894 tamtéž)